# لامونت تومسون
لامونت تومسون (بالإنجليزية: Lamont Thompson)‏ هو لاعب كرة قدم أمريكية أمريكي، ولد في 30 يوليو 1978 في ريتشموند في الولايات المتحدة.

## وصلات خارجية
- لامونت تومسون على موقع مرجع كرة القدم المحترفة.كوم (الإنجليزية)